# Бромодомен

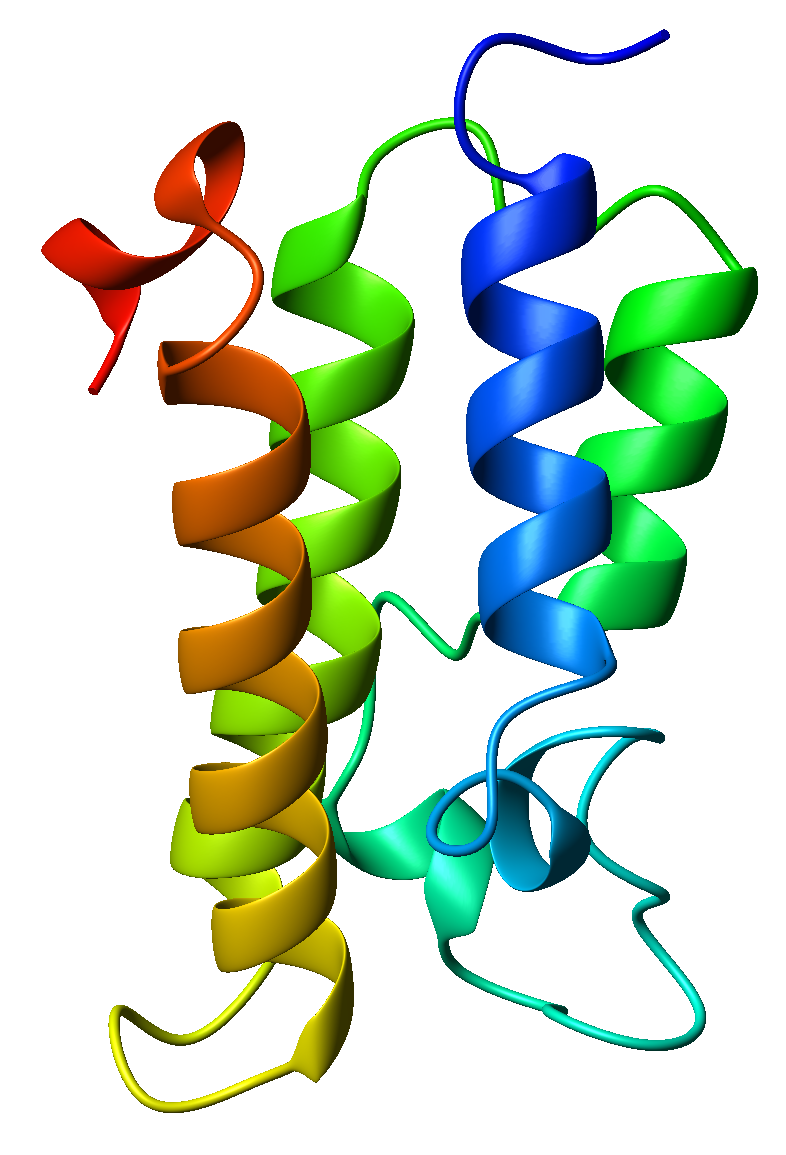
Структура бромодомена

Бромодомен — высококонсервативный белковый домен размером около 110 аминокислотных остатков, специфично связывающий ε-аминоацетильные группы остатков лизина в белках. Бромодомен состоит из 4 α-спиралей, уложенных в левозакрученный пучок. Узнавание ацетиллизина происходит за счёт двух консервативных петель — ZA и BC.
По предварительным оценкам, геном человека кодирует 61 бромодомен в 46 белках. Бромодомены обнаружены у членов суперсемейства ДНК-хеликаз, а также в белках, принимающих участие в модификациях гистонов и ремоделировании хроматина, например в гистонацетилтрансферазах.
Известны белки млекопитающих, которые содержат сдвоенные бромодомены: это белки семейства BET (англ. bromodomain and extra-terminal domain) BRD2, BRD3 и BRD4. У дрожжей и растений белки с двумя бромодоменами пока не обнаружены.